# Mario Bernard Mandrault
Mario Bernard Mandrault, né le 18 août 1998 au Gabon, est un footballeur international gabonais. Il évolue au poste d'attaquant.

## Biographie

### En équipe nationale
Il joue son premier match en Gabon le 10 janvier 2016, en amical contre l'Ouganda (score 1-1). Toutefois, ce match n'est pas reconnu par la FIFA.
Il participe quelques jours plus tard au championnat d'Afrique des nations organisé au Rwanda. Il joue trois matchs lors de cette compétition, contre le Maroc, le Rwanda, et la Côte d'Ivoire.